# 3099 Hergenrother
3099 Hergenrother este un asteroid din centura principală, descoperit pe 3 aprilie 1940 de Yrjö Väisälä.